# Aneflus basicornis
Aneflus basicornis är en skalbaggsart som beskrevs av Linsley 1936. Aneflus basicornis ingår i släktet Aneflus och familjen långhorningar. Inga underarter finns listade i Catalogue of Life.